# Mezinárodní letiště Čchang-čchun Lung-ťia
Mezinárodní letiště Čchang-čchun Lung-ťia (čínsky v českém přepisu Čchang-čchun Lung-ťia kuo-ťi ťi-čchang, pchin-jinem Chángchūn Lóngjiā Guójì Jīcháng, znaky zjednodušené 长春龙嘉国际机场, tradiční 長春龍嘉國際機場, IATA: CGQ, ICAO: ZYCC) je mezinárodní letiště u Čchang-čchunu, hlavního města provincie Ťi-lin v Čínské lidové republice. Leží ve vzdálenosti přibližně jednatřiceti kilometrů severovýchodně od centra Čchang-čchunu v obvodě Er-tao. Slouží zároveň městu Ťi-lin ležícímu zhruba šestasedmdesát kilometrů jihovýchodně a je ve společné správě obou měst.
Letiště bylo uvedeno do provozu v roce 2005 jako nástupce staršího letiště Čchang-čchun Ta-fang-šen, které bylo založeno v roce 1941 jako hlavní letiště japonského loutkového státu Mandžukuo.
Letiště je oblastním uzlovým letiště pro China Southern Airlines.
U letiště je stanice Lung-ťia na vysokorychlostní trati Čchang-čchun – Ťi-lin.